# Pont-d'Ain

Pont-d'Ain este o comună în departamentul Ain din estul Franței.